# Emmanuel Okala
Emmanuel Okala (Onitsha, 17 maggio 1951) è un ex calciatore nigeriano, di ruolo portiere.

## Carriera
Vinse la Coppa d'Africa con la Nazionale nigeriana nel 1980.

## Palmarès

### Club

#### Competizioni nazionali
- Campionato nigeriano: 3

Enugu Rangers: 1974, 1975, 1977
- Coppa di Nigeria: 3

Enugu Rangers: 1974, 1975, 1976

#### Competizioni internazionali
- Coppa delle Coppe d'Africa: 1

Enugu Rangers: 1977

### Nazionale
- Coppa d'Africa: 1

Nigeria 1980